# 高雄市公車
高雄市公車（たかおしこうしゃ）は台湾高雄市内において、高雄市政府交通局の管轄下で民間バス事業者7社が運行する市内バス路線網。「市公車（市バス）とも呼ばれる。2014年現在、208系統の路線数がある。かつては高雄市公共汽車管理処によって市自ら運行に参画していたが、民営化により監督業務に専念している。

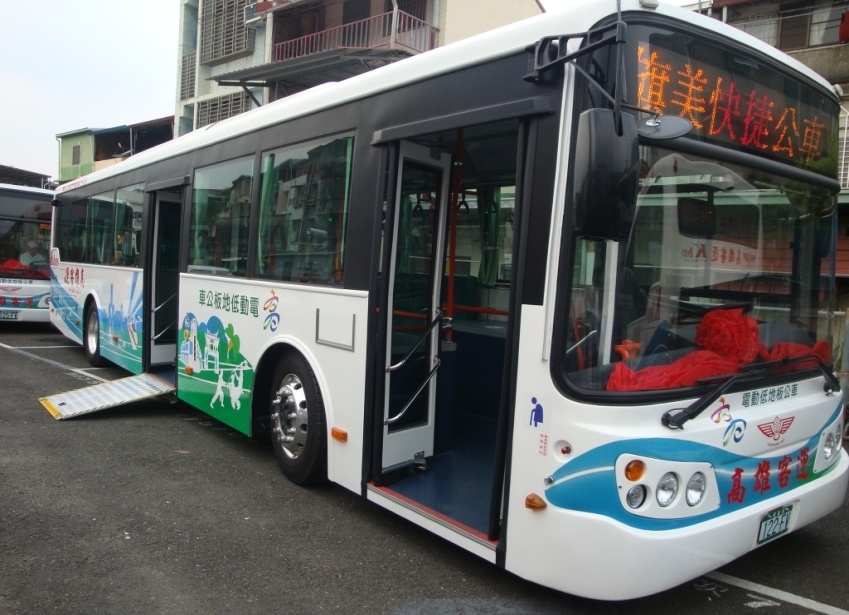
高雄客運の電気バス

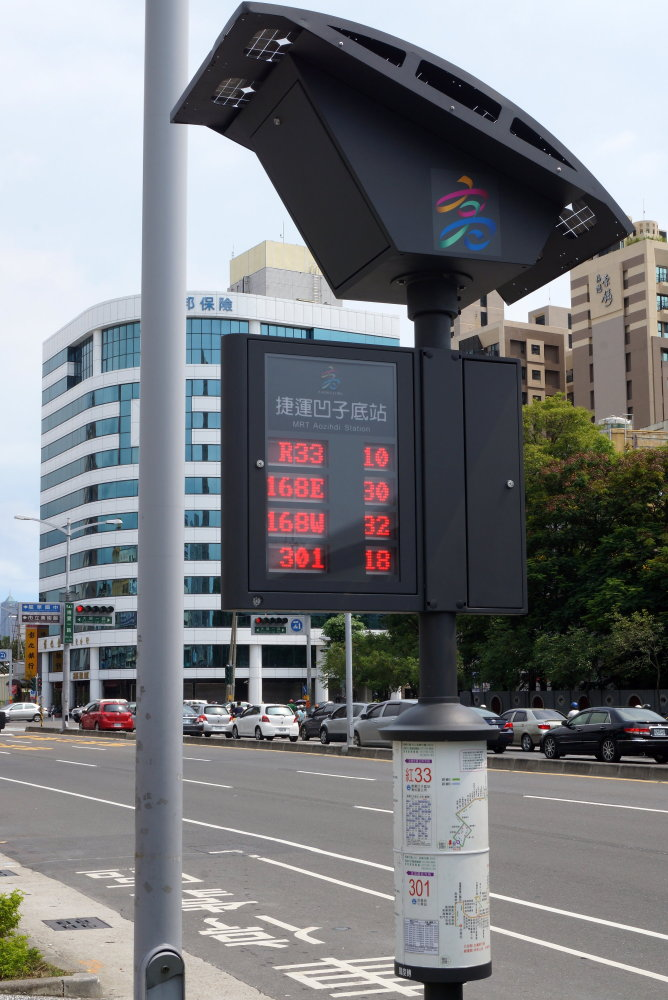
高雄市公車のバス停

## 高雄市内の乗合バス事業者

### 高雄市公車の運行事業者
- 高雄客運
- 港都客運（中国語版）：高雄市営公車が民営化して発足。
- 東南客運（中国語版）
- 南台湾客運（中国語版）
- 義大客運（中国語版）
- 統聯客運
- 漢程客運（中国語版）

### 他の市内乗り入れ事業者
- 中南客運（中国語版）(以前は高雄市バスの乗合バス事業者)
- 屏東客運（中国語版）
- 府城客運（中国語版）
- 興南客運（中国語版）
- 国光客運

## バスターミナルと車庫
車庫は「駐車場」と表記される
- 中央バスターミナル（交通局バスサービスセンター）
  - 高雄火車站（高雄駅前バスターミナル）
- 港都客運
  - 前鎮站
  - 小港站
  - 左営南站
  - 加昌站（南台湾客運と共用）
- 統聯客運
  - 瑞豊站（東南客運と共用）
  - 建軍站
- 漢程客運
  - 金獅湖站
- 廃止
  - 左営北站（現左営北駐車場）
  - 忠孝站（現11号公園）
  - 塩埕站（現塩埕立体駐車場）

## 運賃
- 現金での一段大人普通運賃は12元
- 一段大人普通運賃は12元、IC乗車カード（一卡通學生卡、悠遊學生卡）での学生運賃は10元。
- 8kmまでは一段運賃、8kmを超過すると二段運賃（一段運賃の倍）。乗車・下車時共にカードリーダーにタッチするか、現金の場合は乗車時に申告。（下車時のタッチを忘れた場合、カードがロックされ、解除手続き時に12元が差し引かれる。）

### 利用可能なIC乗車カード
- 一卡通(iPASS)、悠遊卡(Easycard)、愛金卡(icash)

以下は2018年9月時点での割引制度である。（一卡通以外は実証試験後導入）。一卡通に続き、2017年4月15日より悠遊卡、有銭卡でも適用（2022年7月末限りで撤退）。愛金卡には2018年9月1日から対応し、台湾の主要IC全てで利用可能となった。
- （IC限定）1日で3度目の一段運賃からは無料（快線・文化・観光・共同運行路線は除外）。2024年1月1日廃止
- （IC限定）2時間以内の市公車同士、あるいは捷運との乗継時は3元が割り引かれる[7]。2024年1月1日廃止
- （IC限定）4桁系統の公路客運、JOY公車路線で上限が60元。
- （一卡通限定）1時間以内にYouBikeと市公車を相互利用時、5元が割り引かれる。
- 2015年3月1日から2016年末までは、一卡通独自の乗継割引があった。（悠遊卡は対象外）
  - 高雄捷運（高雄メトロ）双方向の乗り換えにおいて乗継割引を受けられ、この際適用される割引は大人普通運賃6元、学生運賃5元（ともに半額）
  - 高雄市公車路線で同一日の3段目以降の乗車が無料。
  - 4桁系統の公路客運で12元割引、上限が60元。

## 利用できるIC乗車カード
- 一卡通(iPASS)
- 悠遊卡(Easycard)
- 有銭卡(HappyCash2.0)（統聯、漢程、港都、義大、高雄客運の5事業者のみ2017年1月から開始。同3月より南台湾、東南客運の2事業者も加わり、全事業者で利用可能[3]）
- 愛金卡(icash2.0)

## 路線番号

### 幹線バス
- 一段運賃

| 路線番号                     | 運営区間                                                          | 事業者     | 乗り換え                              | 備考 |
| ---------------------------- | ----------------------------------------------------------------- | ---------- | ------------------------------------- | --- |
| 五福幹線（50）               | 建軍バスターミナル - 鼓山フェリー乗り場                           | 高雄客運   | ■紅線R9 ■橘線O1、O2、O8 、O9、O10     | - 新堀江経由、文化中心、大立百貨。 - ノンステップバス - 2016年までは東南客運 |
| 三多幹線（70）               | 前鎮バスターミナル - 長庚医院                                     | 港都客運   | ■紅線R8 ■橘線O10 ■環状軽軌C4          | - 統一夢時代経由、遠百百貨（高雄大遠百)、太平洋SOGO、新光三越、高雄市立中正スタジアム。 - 平日10:00－14:00、休日06:00－18:00澄清湖経由。 - B線は鎮洲路経由。 - ノンステップバス                                                                                |
| 建国幹線（88）               | 鳳山バスターミナル - 塩埕埔駅                                     | 統聯客運   | ■紅線R11 ■橘線O2、O10、O11 、O12、O13 | - 高雄駅経由。 - 一部のバスの行き先は市議會。 - ノンステップバス - 一部のバスは一車二機あり。 |
| 建国幹線（88） 区間          | 建軍バスターミナル - 塩埕埔駅                                     | 統聯客運   | ■紅線R11 ■橘線O2、O10                 | - 高雄市議会経由、高雄市政府鳳山庁舎経由。 - 休日は運転休止 - ノンステップバス - 一部のバスは一車二機あり。 |
| 民族幹線（90）               | 高鉄左営駅 - 三多商圏駅                                           | 南台湾客運 | ■紅線R8、R16 ■橘線O6                  | - 文藻外語大学経由、高雄市政府経由、高雄私立復華高中経由、新光三越経由。 - ノンステップバス |
| 自由幹線（92）               | 高鉄左営駅 - 高雄駅バスターミナル                                 | 漢程客運   | ■紅線R11                              | - 高医、新荘高中、高雄市立福山国中、高雄市左営福山国民小学。 - バスの中はFreeサービスあり。 |
| 中華幹線（205） 区間         | 加昌バスターミナル - 高雄駅バスターミナル                         | 港都客運   | ■紅線R17、R11                         | - 世運駅経由、高雄駅経由。 - ノンステップバス |
| 五甲幹線 （紅10A） （紅10B） | 高雄市立前鎮高中 - 中崙社区 高雄市立前鎮高中 - 鳳山バスターミナル | 東南客運   | ■紅線R5、■橘線O13                     | - A線は前鎮高中経由、中崙経由。 - B線は前鎮高中経由、五甲経由、大東経由。 - B線前身は高雄県捷運シャトルバス赤66番。 - ノンステップバス |
| 一心幹線（紅18）             | 中崙社区 - 実践大学（高雄城区キャンパス）                         | 東南客運   | ■紅線R8 ■環状軽軌C1                   | - 高雄85ビル経由、瑞豊バスターミナル経由、中崙社区経由、光栄碼頭経由。 |
| 建工幹線（紅30）             | 澄清湖棒球場 - 高雄駅バスターミナル                               | 南台湾客運 | ■紅線R11、R12                         | - 高雄駅経由、高雄医学大学経由、高雄工業高中経由、高応大経由、正修科大経由、澄清湖経由、高雄長庚医院経由。 - 06:00－17:00澄清湖経由 - バッテリーバスノンステップバス                                                                                           |
| 明誠幹線（紅33）             | 中華芸校 - 鳳山商工                                               | 南台湾客運 | ■紅線R13                              | - 中華芸校経由、高雄市立美術館経由、凹子底駅経由、三民高中経由、鳳山商工経由。 |
| 鳳青幹線（オレンジ12）       | 中崙 - 長庚医院                                                   | 高雄客運   | ■橘線O11                              | - 鳳新高中、忠孝国小、青年国中、正修科大、文山高中、高雄長庚医院。 - 05:50－17:50澄清湖経由 - 火曜日は大明路夜市開催のため 16:00 - 23:00は鳳新高中と大明路は不経由で南京路経由になる。 - 前身は高雄県の高雄メトロシャトルバスオレンジ67番。 - ノンステップバス |

- 二段運賃路線 （一部の線は2015年4月15日から二段運賃に）

| 路線番号          | 運営区間                                      | 分段点         | 運営会社 | 乗り換え                                              | その他 |
| ----------------- | --------------------------------------------- | -------------- | -------- | ----------------------------------------------------- | --- |
| 覺民幹線（60）    | 駁二芸術特区 - 夢裡活動中心                   | 民族国中傍の門 | 高雄客運 | ■紅線R11、R10 ■橘線O2、O4                             | - 緩衝区：科工館 - 民壯路口。 - 高雄駅経由、科工館経由、正修科大、長庚医院。 - 06:00－18:00澄清湖経由 - 前身は高雄県の市内バス60番。 - バスの中はUSB充電サービスあり。 - ノンステップバス |
| 環東幹線（168東） | 金獅湖バスターミナル - 金獅湖バスターミナル   | 統一夢時代     | 漢程客運 | ■紅線R6、R13、R14 ■橘線O4、O7 ■環状軽軌C1、C2、C3、C4 | - 環状線。 - 緩衝区：夢時代百貨→高雄女中。 - 時間の換え所：家楽福(カルフール)、夢時代、文化中心駅。 - 時計回り運行；統一夢時代百貨経由、漢神百貨経由、愛河経由、中都経由、高雄市立美術館経由、龍華国小経由、鼎山カルフール経由、高雄工業高中経由、樹德家商経由、科工館経由、道明高中経由、高雄市立文化中心経由、高師大経由、民生/凱旋病院経由、籬仔內経由。 - バスの中はFreeサービスあり。 - ノンステップバス |
| 環西幹線（168西） | 金獅湖バスターミナル - 金獅湖バスターミナル   | 統一夢時代     | 漢程客運 | ■紅線R6、R13、R14 ■橘線O4、O7 ■環状軽軌C1、C2、C3、C4 | - 環状線。 - 緩衝区：統一夢時代→五権国小。 - 時間の換え所：家楽福(カルフール)、夢時代、文化中心駅。 - 逆時計回り運行；夢時代百貨経由、漢神百貨経由、愛河経由、中都経由、美術館経由、龍華国小経由、鼎山カルフール経由、高雄工業高中経由、樹德家商経由、科工館経由、道明高中経由、文化センター経由、高師大経由、民生/凱旋病院経由、籬仔內経由。 - バスの中はFreeサービスあり。 - ノンステップバス               |
| 中華幹線（205）   | 加昌バスターミナル - 夢時代（ドリームモール） | 高雄駅         | 港都客運 | ■紅線R17、R11、R9 ■橘線O4                             | - 緩衝区：高雄市立聯合病院 - 中央公園 - 左営南バスターミナル経由、半屏山経由、高雄市立高雄高中、正勤社区 - 一部のバスはFree 4G サービスあり。 - ノンステップバス |
| 新昌幹線（217）   | 海景街（合群社区） - 鳥松区公所               | 民族一路口     | 港都客運 | ■紅線R14                                              | - 緩衝区：新莊国小 - 金獅湖 - 左営高中経由、左営南バスターミナル経由、新莊国小経由、大統新世紀経由、高雄工業高中経由、澄清湖経由、長庚医院経由。 - B線の行き先は澄湖園 - C線の行き先は澄清湖青年活動中心 - D線の行き先は加昌バスターミナル - E線は加昌バスターミナルから、行き先は澄湖園 - F線来の方の行き先は加昌バスターミナル - G線は高応大から - ノンステップバス                                         |

### 普通のバス
- 一段運賃路線

| 路線番号  | 運営区間                                                              | 運行会社   | 乗り換え                    | その他 |
| --------- | --------------------------------------------------------------------- | ---------- | --------------------------- | --- |
| 3         | 警察放送電台 - 凹子底公園                                             | 南台湾客運 | ■紅線R14、R16。             | - 高鉄左営駅、栄総医院高雄分院、文藻外語大学、三民家商、高等法院。 - 17:00－20:30（B線）文信路経由 |
| 7 区間    | 加昌バスターミナル - 樹徳科技大学                                     | 港都客運   | ■紅線R19、R20、R21          | - 楠梓輸出加工区、海科大、楠梓駅、樹徳科技大学。 - ノンステップバス |
| 11        | 瑞豊バスターミナル - 塩埕埔駅                                         | 統聯客運   | ■橘線O2                     | - 青年幹線 - 漢神百貨。 |
| 15        | 小港バスターミナル - 前鎮バスターミナル                               | 港都客運   |                             | - 前鎮バスターミナル、前鎮フェリー乗り場。 |
| 16A 16B   | 高鉄左営駅 - 高應大 警察放送電台 - 鼎金国小                           | 南台湾客運 | ■紅線R14、R16               | - 高雄高工、河堤社区。 - 17：00-21：50文信路口駅(瑞豊市場経由なし) - B線-南屏路経由。 |
| 23        | 鳳山バスターミナル - 圓照寺                                           | 高雄客運   | ■橘線O13                    | - 一部は文山高中経由 - 休日は運行なし。 - 前身は高雄県の市内バス3番。 |
| 26        | 瑞豊バスターミナル - 高雄駅バスターミナル                             | 統聯客運   | ■紅線R11                    | - 二聖林森幹線 - ノンステップバス - 一部のバス一車二機あり |
| 36        | 前鎮バスターミナル - 高雄駅バスターミナル                             | 港都客運   | ■紅線R7、R11                | - 夢時代、労工公園、高雄市政府庁舎。 - ノンステップバス |
| 37        | 前鎮バスターミナル - 育英医専                                         | 東南客運   | ■紅線R6                     | - 凱旋幹線 - 高應大経由。 - ノンステップバス |
| 38        | 左営南バスターミナル - 栄総医院高雄分院                               | 港都客運   | ■紅線R15                    | - 左営国中、新莊高中。 - 一部內惟地方(果貿社区、前鋒社区、高雄電台、大栄高中、鼓山高中)。 - B線行きの行き先は鼓山三路 - C線来の行き先は鼓山三路 - D線行きのと来の行き先は鼓山三路 - 休日は運行なし。                                                   |
| 39        | 左営南バスターミナル - 栄総医院高雄分院                               | 港都客運   | ■紅線R17                    | - 左営高中経由。 - 休日は運行なし。 |
| 52        | 建軍バスターミナル - 高雄駅                                           | 港都客運   | ■紅線R11、R10、R9 ■橘線O10  | - 文化中心経由、中央公園経由。 - 一部の行き先は市議會。 - 上学の時間，一部のバス来の方面は高雄女中経由。 - Bは市議會経由ではない。 - 2016年までは東南客運 - ノンステップバス                                                                           |
| 53A 53B   | 建軍バスターミナル - 本館里 建軍バスターミナル - 高雄駅バスターミナル | 統聯客運   | ■橘線O10 ■紅線R11、■橘線O10 | - ノンステップバス - 一部のバスは一車二機がある。 |
| 56        | 高雄駅バスターミナル - 寿山動物園                                     | 港都客運   | ■紅線R11 ■橘線O2            | - 月曜日は寿山動物園の休園日のため運行なし。 |
| 56 区間   | 寿山動物園 - 塩埕埔駅                                                 | 港都客運   | ■橘線O2                     | - 休日は運行なし。 |
| 62        | 小港バスターミナル - 大坪頂                                           | 高雄客運   | ■紅線R3                     | - 社教館経由、小港病院経由。 - 月、火、水、木、金の一部の行き先は明義国中。 - 2016年までは東南客運 |
| 76        | 金獅湖バスターミナル - 歴史博物館                                     | 漢程客運   | ■紅線R9 ■橘線O7             | - 三民高中経由、本館里経由、大裕路経由、文化中心経由、大立百貨経由。 - 每日三つ車、休日は運行なし。 - 車の中にFreeあり。 - ノンステップバス |
| 77        | 金獅湖バスターミナル - 歴史博物館                                     | 漢程客運   | ■紅線R9 ■橘線O7             | - 文藻外語大学経由、文化中心経由、大立百貨経由。 - ノンステップバス - 車の中にFreeあり。 |
| 77 区間   | 金獅湖バスターミナル - 高雄女中                                       | 漢程客運   | ■紅線R9 ■橘線O7             | - 三民高中経由、文化中心経由、大立百貨経由。 - ノンステップバス - 車の中にFreeあり。 |
| 81        | 瑞豊バスターミナル - 育英医専                                         | 港都客運   | ■橘線O8                     | - 五塊厝駅駅経由、高應大経由。 - ノンステップバス - 2016年までは東南客運 |
| 82B       | 瑞豊バスターミナル - 捷運西子湾站                                     | 漢程客運   | ■紅線R11 ■橘線O7、■橘線O1   | - 和平七賢幹線 - 文化中心経由、高雄駅経由。 |
| 83        | 瑞豊バスターミナル - 高雄駅バスターミナル                             | 統聯客運   | ■紅線R11、R8 ■橘線O4        | - 一心自強幹線 - 大遠百経由、教育局経由。 - ノンステップバス - 一部のバスは一車二機がある。 |
| 87        | 鳳山バスターミナル - 建軍バスターミナル                               | 高雄客運   | ■橘線O12、O13               | - 高雄市政府鳳山庁舎経由。 - 前身は高雄県市区公車88番。 |
| 96        | 義大医院 - 義大世界                                                   | 義大客運   |                             | - 義大病院経由、翠屏岩経由、皇冠ホテル経由、義守大学経由、義大世界百貨経由 |
| 97        | 都会公園駅 - 樹徳科技大学                                             | 高雄客運   | ■紅線R21                    | - 高雄第一科技大学経由、義大病院経由。 - 前身は高雄県市区公車99番。 |
| 99        | 塩埕埔駅 - 寿山                                                       | 港都客運   | ■橘線O1、O2                 | - 歴史博物館経由、中山大学経由。 |
| 99 区間車 | 西子湾駅 - 西子湾                                                     | 港都客運   | ■橘線O1                     | - 西子湾駅(二番目出口)発車，西子湾駅(打狗英国領事館)まで，ストップとトリックです。 |
| 100       | 瑞豊バスターミナル - 高雄駅                                           | 統聯客運   | ■紅線R11、R10 、R9、R8      | - 新光三越経由、太平洋SOGO経由、高雄大遠百経由、漢神百貨経由、大立百貨経由、中央公園経由、崗山仔経由。 - 放学の時間，一部班次行きは高雄女中経由。 - 路線は多い百貨経由ですから，百貨の線ト呼んでいいです。 - ノンステップバス - 一部車一車二機がある。 |
| 214A 214B | 小港バスターミナル - 歴史博物館 前鎮バスターミナル - 歴史博物館       | 港都客運   | ■橘線O2                     | - 夢時代（ドリームモール）経由、漢神百貨経由、歴史博物館経由。 - 火、木、日夜市一部経由ですから。每日の一番の車は前鎮駅まで、帰た。 - ノンステップバス                                                                                                 |

- 二段運賃路線（一部の路線2015年4月15日から二段運賃に。）

| 路線番号 | 運行区間                                    | 運賃の変わる停留所               | 運行会社   | 乗り換え                                              | その他 |
| -------- | ------------------------------------------- | -------------------------------- | ---------- | ----------------------------------------------------- | --- |
| 0北      | 金獅湖バスターミナル - 金獅湖バスターミナル | 高雄女中                         | 漢程客運   | ■紅線R13 ■橘線O2、O4、O8                              | - 一段運賃区間：塩埕埔駅→自強三路口。 - 漢神百貨経由、zh:高雄市政府経由，時計回りの環状線。 - 車にFreeサービスがある。 - ノンステップバス                                                                |
| 0南      | 金獅湖バスターミナル - 金獅湖バスターミナル | 高雄女中                         | 漢程客運   | ■紅線R13 ■橘線O2、O4、O8                              | - 一段運賃区間：自強三路口→塩埕埔駅。 - 路線は0北の同じ，時計回りの環状線。 - 車にFreeサービスがある。 - ノンステップバス                                                                                |
| 5        | 鳳山バスターミナル - 関帝廟                 | 鳥松                             | 高雄客運   | ■橘線O12、O13                                         | - 一段運賃区間：牛稠埔 - 鞏威新村。 - 鳥松経由、仁武経由。 - 前身は高雄県の市区バス5番。 |
| 6        | 左営南バスターミナル - 萬金路               | 海科大                           | 港都客運   | ■紅線R17、R20                                         | - 一段運賃区間：彩虹城 - 楠梓駅。 - 製油所経由、楠梓輸出加工区経由、少年法院経由。 - ノンステップバス |
| 7        | 加昌バスターミナル - 高師大燕巣キャンパス   | 鳳山厝                           | 港都客運   | ■紅線R19、R20、R21                                    | - 一段運賃区間：保舎甲路 - 高雄看守所 - 楠梓輸出加工区経由、海科大経由、楠梓駅経由、樹德科大経由。 - ノンステップバス                                                                                    |
| 12       | 小港バスターミナル - 高雄駅                 | 草衙                             | 港都客運   | ■紅線R11、R10、R9 、R8、R7、R6 、R5、R4               | - 一段運賃区間：平和路→前鎮国中 - 中山草衙幹線，と捷運紅線高雄駅南の線の同じ駅が多い。 - 小港空港、大遠百、中央公園経由。 - B線行きの方に飛機路は経由なし。 - C線の行き先は大坪頂 - ノンステップバス     |
| 24A      | 圓照寺 - 巨蛋駅                             | 大湾                             | 高雄客運   | ■紅線R14                                              | - 一段運賃区間：仁忠路口 - 予備指揮部。 - A線は鳥松区公所経由、仁武、栄総医院高雄分院、文藻外語大学。 - 前身は高雄県入りの市内バス24番。                                                                 |
| 24B      | 楠梓 - 塩埕埔駅                             | 予備指揮部                       | 高雄客運   | ■紅線R9、R10、R11 、R12、R13、R14                     | - B線大公路経由、大智路口経由、高雄女中経由、青年路口経由、商業高中、中央公園駅、高雄駅。休日は運行なし。 - 前身は高雄県に入り市内バス24番。                                                             |
| 25       | 瑞豊バスターミナル - 歴史博物館             | 瑞祥高中                         | 統聯客運   | ■橘線O2 ■紅線R9、R7、R6                               | - 一段運賃区間：五甲 - 凱旋駅 - 五甲経由、労工公園経由、zh:高雄市政府、大立百貨。 |
| 28       | 加昌バスターミナル - 高雄駅                 | 台湾時報                         | 南台湾客運 | ■紅線R11、R19、R20                                    | - 一段運賃区間：金屬中心 - 新荘高中 - 高楠幹線 - 楠梓輸出加工区経由、楠梓駅経由、栄民総合病院高雄分院、文藻外語大学、高雄医学大学。 - ノンステップバス                                                   |
| 29       | 左営南バスターミナル - 楠梓駅               | 楠梓加工区駅                     | 港都客運   | ■紅線R19、R20、R21                                    | - 一段運賃区間：果物と野菜売り場 - 後勁国中 - 右昌経由、楠梓輸出加工区経由、国立高雄海洋科技大学経由、楠梓駅経由。 - B線の行き先は創新路 - ノンステップバス                                              |
| 30       | 小港バスターミナル - 長庚医院               | 中正国防幹部予備学校（中正預校） | 港都客運   | ■紅線R3                                               | - 一段運賃区間：過埤国小 - 誠義路口 - 休日はなし。 |
| 33       | 金獅湖バスターミナル - 塩埕埔駅             | 後駅                             | 漢程客運   | ■紅線R12 ■橘線O2、O4                                  | - 一段運賃区間：高雄医学大学 - 哈爾濱街口。 - 高雄医学大学、高雄駅後、中央公園。 - A線の行き先は團管区 - Freeサービスあり。 - ノンステップバス                                                           |
| 69       | 小港バスターミナル - 高雄駅                 | 高雄捷運公司                     | 港都客運   | ■紅線R11、R10、R9 、R7、R6、R5 、R4A、R3              | - 一段運賃区間：中厝里 - 鎮海路口 - B線は明鳳まで - 国立高雄餐旅大学経由、桂林社区経由、労工公園経由、zh:高雄市政府経由、中央公園。 - ノンステップバス                                                   |
| 72A 72B  | 金獅湖バスターミナル - 中正高工             | 復興路口                         | 漢程客運   | ■紅線R11、R10 、R9、R7                                | - 一段運賃区間：民族社区 - 六合夜市。 - 栄民総合病院高雄分院経由、高雄駅経由（行きの方面）、中央公園経由、文化中心経由、光華夜市経由。 - B線の行き先は正勤社区。 - Freeサービスあり。 - ノンステップバス |
| 73       | 建軍バスターミナル - 左営区公所             | 通化街口                         | 東南客運   | ■橘線O10                                              | - 科工館経由、高雄駅後経由、美術館経由、左営南バスターミナル経由。 - 休日は運行なし。 |
| 98       | 高雄大学第一総合大樓 - 義大医院             | 青埔駅                           | 高雄客運   | ■紅線R22、R23                                         | - 一段運賃区間：橋頭駅 - 第一科技大西キャンパス。 - 橋頭区公所経由、高雄第一科技大学経由。 - 前身は高雄県に入るの市内バス98番。                                                                          |
| 218      | 加昌バスターミナル - 高雄駅                 | 葆禎路口                         | 港都客運   | ■紅線R11、R10、R9 ■橘線O4                             | - 一段運賃区間：前鋒社区 - 高雄電台 - 国軍左営病院経由、右昌国小経由、左営南バスターミナル経由、內惟経由、大同病院経由、中央公園経由。 - B線の行き先は合群社区 - ノンステップバス                        |
| 219      | 加昌バスターミナル - 塩埕埔駅               | 中山国小                         | 港都客運   | ■紅線R19、R18、R17 ■橘線O2                            | - 一段運賃区間：左営南バスターミナル - 內惟 - 製油所経由、鼓山区公所経由。 - ノンステップバス |
| 239      | 興達遠洋漁港 - 台南駅                       | 嘉南大学                         | 高雄客運   |                                                       | - 一段運賃区間：湖内農会 - 牛稠仔 - 奇美博物館経由、嘉南薬理大学経由、興達港経由。 - クロス(高雄、台南)市の問題があり、カードでのみつめの無料の方はできない。 - 昔の高雄客運 8039 市内バス路線。         |
| 245      | 加昌バスターミナル - 高雄駅                 | 国軍左営病院                     | 港都客運   | ■紅線R11                                              | - 一段運賃区間：右昌 - 海景街 - 高雄大学経由。 - B線の行き先は高雄大学。 - ノンステップバス |
| 248      | 建軍バスターミナル - 鼓山フェリー乗り場     | 新興区公所                       | 東南客運   | ■紅線R11、R10 ■橘線O1、O4、O6 、O7、O8、O9 、O10、O12 | - 鳳山経由、文化中心経由、高雄駅経由、歴史博物館経由。 - ノンステップバス |
| 261      | 義大医院 - 旗山バスターミナル               | 鳳山寺                           | 義大客運   |                                                       | - 国道10号 (台湾)\|国道10号経由 - 鳳山寺経由、旗山製糖所経由 |
| 301      | 加昌バスターミナル - 高雄駅                 | 左営駅                           | 南台湾客運 | ■紅線R11、R12、R13、 R14、R16、R17、 R18、R20、R21    | - 一段運賃区間：祥和山莊 - 左営 - 經左営石油精製所、蓮池潭。 - ノンステップバス |

### 高雄メトロ連絡バス·先導バス
| 路線 | 路線 | 英文短縮名 |
| ---- | ---- | ---------- |
|      | 紅   | R          |
|      | 橘   | O          |

- 先導バス

(幹線バス含まらない)
| 路線番号 | 運営区間                | 事業者   | 乗り換え         | 備考 |
| -------- | ----------------------- | -------- | ---------------- | ---- |
| 黄2A     | 前鎮高中站 - 忠誠路口   | 港都客運 | ■紅線R5 ■橘線O10 |      |
| 黄2B     | 小港站 - 忠誠路口       | 港都客運 | ■紅線R5 ■橘線O10 |      |
| 黄2C     | 前鎮高中站站 - 忠誠路口 | 港都客運 | ■紅線R5 ■橘線O10 |      |

### 距離による従量制運賃の4桁長距離バス
| 路線番号            | 運営区間                                      | 運行会社 | 乗り換え                                                                                | その他 |
| ------------------- | --------------------------------------------- | -------- | --------------------------------------------------------------------------------------- | --- |
| 8001                | 大公路 - 林園バスターミナル                   | 高雄客運 | ■紅線R10、R9 ■橘線O4、O11、O12、O14                                                     | - 高雄市政府四維庁舎、国立高雄師範大学(和平キャンパス)、鳳山バスターミナル、輔英科技大学、大寮区、昭明変電所、林園区公所。 |
| 8006                | 鳳山バスターミナル - 大樹                     | 高雄客運 | ■橘線O12                                                                                | - 鳳山行政中心経由、長庚医院経由、大樹経由。 |
| 8008                | 岡山バスターミナル - 高雄駅                   | 高雄客運 | ■紅線R11                                                                                | - 岡山駅経由、大社区経由、仁武区経由、長庚医院経由、澄清湖経由、正修科技大学経由、高應大経由、高雄駅経由。 |
| 8009                | 旗山北バスターミナル - 高雄駅                 | 高雄客運 | ■紅線R11                                                                                | - 旗山バスターミナル経由、大樹区経由、長庚医院経由、澄清湖経由、正修科技大学経由、高雄医学大学経由、高雄駅経由。 |
| 8010                | 高雄駅 - 旗山北バスターミナル                 | 高雄客運 | ■紅線R11 ■橘線O12、O14                                                                  | - 高雄駅経由、道明高中経由、高雄市政府鳳山庁舎経由、鳳山高中経由、鳳山バスターミナル経由、旗山北バスターミナル経由、旗山バスターミナル経由。 - ノンステップバス |
| 8010 区間           | 鳳山バスターミナル - 旗山北バスターミナル     | 高雄客運 | ■橘線O14                                                                                | - 鳳山バスターミナル経由、旗山北バスターミナル経由、旗山バスターミナル経由。 |
| 8012                | 旗山北バスターミナル - 南岡山バスターミナル   | 高雄客運 | ■紅線R24                                                                                | - 旗山北バスターミナル、旗山バスターミナル経由、月世界経由、崗山頭経由、阿蓮経由、五甲尾経由、岡山駅経由、岡山バスターミナル経由。 |
| 8013                | 岡山バスターミナル - 田寮                     | 高雄客運 |                                                                                         | - 岡山農工経由、五甲尾経由、田寮国小経由。 |
| 8015                | 岡山バスターミナル - 新左営駅                 | 高雄客運 | ■紅線R24、R23、R16                                                                      | - 南岡山経由、橋頭駅経由、左営国軍病院経由、左営高中経由、海青工商経由、台鉄新左営駅経由。 |
| 8017                | 岡山バスターミナル - 新左営駅                 | 高雄客運 | ■紅線R16、R24                                                                           | - 岡山バスターミナル経由、国軍岡山病院経由、梓官区経由、高雄大学経由、援中港経由、左営病院経由、左営高中経由、海青工商経由、台鉄新左営駅経由。 |
| 8018                | 岡山バスターミナル - 南寮                     | 高雄客運 | ■紅線R24                                                                                | - 南岡山バスターミナル経由、岡山国小経由、梓官経由、彌陀国中経由、彌陀国小経由。 |
| 8019                | 南岡山バスターミナル - 塭仔邊                 | 高雄客運 | ■紅線R24                                                                                | - 南岡山バスターミナル経由、岡山農工経由、本洲工業区経由、永安国中経由、永安国小経由、新港国小経由。 |
| 8020                | 岡山バスターミナル - 義大病院                 | 高雄客運 | ■紅線R24                                                                                | - 南岡山バスターミナル経由、岡山バスターミナル経由、岡山国中経由、岡山IC経由、工兵学校経由、燕巢経由。 |
| 8021                | 鳳山バスターミナル - 彌陀国小                 | 高雄客運 |                                                                                         | - 熱帯園芸試験所経由、長庚医院経由、澄清湖経由、正修科技大学経由、文藻外語大学経由、高雄栄民総合病院経由、新莊高中経由、蓮池潭経由、左営（旧城）駅経由、左營高中経由、国軍左営病院経由、援中港経由、高雄大学経由。                                                                                         |
| 8023                | 高雄客運北バスターミナル - 旗山バスターミナル | 高雄客運 | ■紅線R11                                                                                | - 高雄駅経由、高雄医学大学経由、文藻外語大学経由、新莊高中経由、製油所経由、高雄客運楠梓バスターミナル経由、義大病院経由、高雄看守所経由、樹徳科技大学経由、旗山バスターミナル経由。 |
| 8023 区間           | 楠梓バスターミナル - 旗山バスターミナル       | 高雄客運 |                                                                                         | - 高雄客運楠梓バスターミナル経由、義大病院経由、高雄看守所経由、樹徳科技大学経由、旗山バスターミナル経由。 |
| 8025                | 高雄駅バスターミナル - 六亀バスターミナル     | 高雄客運 | ■紅線R11、R16                                                                           | - 高雄駅経由、高雄医学大学経由、文藻外語大学経由、新莊高中経由、高鉄左営駅経由、旗山バスターミナル経由、高雄客運美濃バスターミナル経由、新威経由、六亀国中経由。 - 国道10号 (台湾)\|国道10号経由。 |
| 8026                | 旗山バスターミナル - 木梓                     | 高雄客運 |                                                                                         | - 高雄客運旗山北バスターミナル経由、旗山農工経由、旗山農会経由、杉林農会経由、杉林国中経由、杉林区公所経由、木梓国小経由。 |
| 8028                | 高雄駅 - 美濃バスターミナル                   | 高雄客運 | ■紅線R11                                                                                | - 高雄駅経由、高雄医学大学経由、文藻外語大学経由、新莊高中経由、製油所経由、高雄客運楠梓バスターミナル経由、高雄看守所経由、樹徳科技大学経由、旗山バスターミナル経由、旗美商工経由。 - 国道10号 (台湾)\|国道10号経由。                                                                                     |
| 8029                | 甲仙バスターミナル - 梅山里口                 | 高雄客運 | - 高雄客運甲仙バスターミナル経由、荖濃経由、寶來経由、高中里経由。 - 今、行き先は寶來。 | |
| 8032                | 高雄駅 - 甲仙バスターミナル                   | 高雄客運 | ■紅線R11                                                                                | - 高雄駅経由、高雄医学大学経由、大統新世紀経由、文藻外語大学経由、高雄栄民総病院経由、旗山バスターミナル経由、高雄客運旗山北バスターミナル経由、旗山農工経由、杉林国中経由。 - 国道10号 (台湾)\|国道10号経由。                                                                                             |
| 8033                | 六亀バスターミナル - 不老温泉                 | 高雄客運 |                                                                                         | - 六亀農会経由、六亀大橋経由、六亀育幼院経由、新発里経由、新開里経由。 - 八八風災ですから，今なし。 |
| 8035                | 旗山バスターミナル - 南化                     | 高雄客運 |                                                                                         | - 高雄客運旗山北バスターミナル経由、和春技術学院経由、実践大学経由、內門国中経由、内門区公所経由。 |
| 8035 区間           | 旗山バスターミナル - 內門                     | 高雄客運 |                                                                                         | - 高雄客運旗山北バスターミナル、和春技術学院、実践大学、內門国中、内門区公所。 |
| 8036                | 旗山バスターミナル - 竹峰寺                   | 高雄客運 |                                                                                         | - 高雄客運旗山北バスターミナル経由、旗山農工経由、永興社区経由、金竹国小経由、金瓜寮経由。 |
| 8040                | 高雄駅 - :zh:岡山区公所                       | 高雄客運 | ■紅線R11、R22、R23、R24                                                                 | - 高雄駅経由、高雄医学大学経由、大統新世紀経由、文藻外語大学経由、新莊高中経由、製油所経由、橋頭駅経由、岡山区文化中心経由。 |
| 8041A               | 林園バスターミナル - 自立バスターミナル       | 高雄客運 | ■橘線O12                                                                                | - 林園区公所経由、輔英科技大学経由、高雄客運鳳山バスターミナル経由、鳳山高中経由、高雄市政府鳳山庁舎経由、正修科技大学経由、長庚医院経由、高應大経由。 |
| 8041B               | 鳳山バスターミナル - 岡山区公所               | 高雄客運 | ■紅線R22、R23、R24 ■橘線O12                                                             | - 高雄客運鳳山バスターミナル経由、鳳山高中経由、高雄市政府鳳山庁田舎経由、正修科技大学経由、長庚医院経由、高應大経由、文藻外語大学経由、橋頭駅経由、捷運南岡山駅経由、岡山区文化中心経由、高雄客運岡山バスターミナル経由、東方技術學院経由、大湖駅経由、嘉南薬理大学経由、高雄客運茄萣バスターミナル経由。 |
| 8041C               | 鳳山バスターミナル - 茄萣バスターミナル       | 高雄客運 | ■紅線R22、R23、R24 ■橘線O12                                                             | - 鳳山高中経由、高雄市政府鳳山庁舎経由、正修科技大学経由、長庚医院経由、高應大経由、文藻外語大学経由、橋頭駅経由、南岡山経由、岡山区文化中心経由、高雄客運岡山バスターミナル経由、東方技術学院経由、大湖駅経由、嘉南薬理大学経由、高雄客運茄萣バスターミナル経由。                                         |
| 8043                | 高雄駅 - 茄萣バスターミナル                   | 高雄客運 | ■紅線R11                                                                                | - 高雄客運自立バスターミナル経由、明誠高中経由、海青工商経由、高雄大学経由、梓官経由、彌陀経由、興達港経由。 |
| 8046                | 高雄駅 - 台南駅                               | 高雄客運 | ■紅線R11、R22、R23、R24                                                                 | - 高雄医学大学経由、文藻外語大学経由、高雄栄民総病院経由、半屏山経由、橋頭経由、岡山経由、高苑科技大学経由、路竹経由、樹人医專経由、大湖駅経由、東方技術学院経由、嘉南藥理大学経由、南台南経由。 |
| 8048                | 都会公園駅 - 屏東                             | 高雄客運 | ■橘線O11 ■紅線R21                                                                       | - 鳳屏二路経由、後庄経由、高雄客運鳳山バスターミナル経由、高雄市政府鳳山庁舎経由、正修科技大学経由、長庚医院経由、大社区農会、高雄客運楠梓バスターミナル。 |
| 8048 区間           | 都会公園駅 - 鳳山バスターミナル               | 高雄客運 | ■紅線R21                                                                                | - 高雄市政府鳳山庁舎経由、正修科技大学経由、長庚医院経由、高雄客運楠梓バスターミナル経由。 |
| 8049                | 鳳山バスターミナル - 崗山頭                   | 高雄客運 | ■橘線O12 ■紅線R22、R23、R24                                                             | - 高雄市政府鳳山庁舎経由、正修科技大学経由、長庚医院経由、高應大経由、文藻外語大学経由、岡山区公所経由、阿蓮経由。 |
| 8049 区間           | 南岡山駅 - 崗山頭                             | 高雄客運 | ■紅線R24                                                                                | - zh:岡山区公所経由、阿蓮経由。 |
| 8501 （高鉄左営線） | 高鉄左営駅 - 義大世界百貨 - 佛陀記念館        | 義大客運 | ■紅線R16                                                                                | - 仁林路口経由、皇冠ホテル(一部経由)、天悅ホテル(一部経由)、義守大学(一部経由)、義大世界百貨経由。 - 一部便は、佛陀記念館まで延伸運行。 |
| 8502 （美術館線）   | 高雄市立美術館 - 義大世界百貨                 | 義大客運 | ■紅線R13                                                                                | - 高雄高等法院、金獅湖、仁林路口、皇冠ホテル、義守大学(一部経由)、義大世界百貨。 |
| 8503 （市庁線）     | 高雄市政府四維庁舎 - 義大世界百貨             | 義大客運 | ■橘線O7                                                                                 | - 樹德家商経由、大統新世紀百貨経由、文藻外語大学経由、仁林路口経由、皇冠ホテル経由、義守大学(一部経由)、義大世界百貨経由。 |
| 8504 （鳳山線）     | 鳳山黄埔公園 - 義大世界百貨                   | 義大客運 | ■橘線O13                                                                                | - 婦幼館経由、仁林路口経由、皇冠ホテル経由、義守大学(一部経由)、義大世界百貨経由。 |
| 8505 （五甲線）     | 前鎮高中駅 - 義大世界百貨                     | 義大客運 | ■紅線R5 ■橘線O10、O9                                                                    | - 福誠高中経由、鳳新高中経由、高雄国軍総病院経由、仁林路口経由、皇冠ホテル経由、義守大学(一部経由)、義大世界百貨経由。 |
| 8506 （岡山線）     | 岡山バスターミナル（岡山駅） - 義大世界百貨   | 義大客運 | ■紅線R23、R22A、R22                                                                     | - 岡山駅経由、南岡山経由、岡山区文化中心経由、橋頭駅経由、楠梓駅経由、皇冠ホテル経由、義守大学経由、義大世界百貨経由。 |

### 快線バス
- 距離による従量制運賃

| 路線                         | 運営区間                          | 運営会社 | 捷運乗換え                     | その他 |
| ---------------------------- | --------------------------------- | -------- | ------------------------------ | --- |
| 旗美快線（E01）              | 高鉄左営駅 - 旗山バスターミナル   | 高雄客運 | ■紅線R16                       | - 国道10号快線バス - 国道10号経由，一部のバスの行き先は美濃古い街。 - 電気ノンステップバス                                                                          |
| 台湾好行 哈佛快線（E02）     | 台湾高鉄左営駅 - 佛陀紀念館       | 高雄客運 | ■紅線R16                       | - 国道10号快線バス - 国道10号経由、佛光山経由。 |
| 沙旗美月世界快線（E07）      | 旗山北バスターミナル - 高鉄台南駅 | 高雄客運 |                                | - 旗山バスターミナル経由、月世界経由、阿蓮経由 - 休日の行先は奇美博物館。 - 前身は高雄客運8042。                                                                    |
| 沙旗美月世界快線（E07） 区間 | 阿蓮分駐所 - 高鉄台南駅           | 高雄客運 |                                | - 休日の行先は奇美博物館、台南空港。 |
| 高南二城快線（E08）          | 台湾高鉄左営駅 - 台南駅           | 高雄客運 | ■紅線R16、R21、R22、R23、R24、 | - 岡山バスターミナル経由、岡山農工経由、高苑科大経由、樹人医専経由、大湖駅経由、東方設計学院、嘉南薬大経由、奇美博物館経由、台南空港経由。 - 元8046系統の市内バス。 |
| 高南双城快線（E08A）         | 高鉄左営駅 - 台南駅               | 高雄客運 | ■紅線R16、R21、R22、R23、R24   | - 岡山バスターミナル、岡山農工経由、高苑科大、樹人医専、大湖駅、東方設計学院、嘉南薬大、奇美博物館、台南空港。 - 元8046系統の市内バス。                             |

- 二段運賃路線

| 路線                     | 運営区間                                                            | 運営会社   | 捷運乗換え            | その他 |  |
| 燕巢快線（E03）          | 高鉄左営駅 - 義大医院 (去程)博愛三路口 (返程)樹徳科技大学           | 義大客運   | ■紅線R16              | - 国道10号，義大病院、樹徳科技大学、高雄看守所、高鉄左営駅 |  |
| 燕巢学園快線（E04）      | 高鉄左営駅 - 高師大（燕巣キャンパス） (去程)文自路匝道 (返程)燕巣IC | 義大客運   | ■紅線R16              | - 国道10号，樹徳科技大学、高応大(燕巣キャンパス) |  |
| 燕巣学園快線（E04） 区間 | 高鉄左営駅 - 樹徳科技大学 (去程)文自路匝道 (返程)燕巣IC             | 義大客運   | ■紅線R16              | - 国道10号，樹徳科技大学 |  |
| 西城快線（E05）          | 台鉄新左営駅 - 中山大学 中都磚窯廠                                  | 南台湾客運 | ■紅線R16 ■橘線O1      | - 西子湾城市快線 - 緩衝区：美術館 - 高雄港 - 蓮池潭、新左営駅、美術館、高雄港、英国領事館(西子湾)。 - ノンステップバス - Free - 元港都客運路線，2016年1月1日からは南台湾客運運営，2016年1月1日－2016年1月31日無料。                                                |  |
| 鳳山燕巢快線（E09）      | 国軍高雄総合病院（衛武営駅） - 樹徳科技大学 国道1号、国道10号       | 高雄客運   | ■橘線O10              | - 鳳山燕巢城市快線 - 緩衝区：国道1号 - 国道10号 - 中正高中、義大医院 - 一部高応大(燕巣キャンパス)、高師大(燕巣キャンパス)まで。 - 休日なし - Free 4G USB充電サービス - 2015年9月1日から運営。                                                                      |  |
| 小港燕巣快線（E10）      | 草衙駅 - 樹徳科技大学 国道1号、国道10号                             | 高雄客運   | ■紅線R4A、R5 ■橘線O10 | - 小港燕巣城市快線 - 緩衝区：国道1号 - 国道10号 - 草衙、義大医院。 - オフピークは前鎮、五甲、福誠高中、正義高中、鳳新高中、中正高中 - 一部高応大(燕巣キャンパス)、高師大(燕巣キャンパス)まで - 休日なし - Free 4G USB充電サービス - 2015年9月1日から運営，初月無料 |  |

## 沿革

### 創設期
- 1937年 - 日本人の伊木十郎が設立した「共栄自動車株式会社」が市内バス路線を運営開始。
- 1942年 - 高雄州市役所は共栄自動車株式会社を吸収し、バス事業と渡船事業を運営する目的で「交通科」を創設。
- 1945年 - 中華民国政府下の高雄市政府が州市役所交通課の業務を引き継ぎ「高雄市政府公共車船管理処」を設立。
- 1952年 - 「高雄市公共車船管理処」に改名。
- 1979年7月1日 - 高雄市の直轄市昇格により市政府建設局傘下に「高雄市公共車船管理処」を設立（後に市政府交通局傘下に）。
- 2004年7月26日 - 渡船事業を高雄市輪船公司が引き継いだことで「高雄市公共汽車管理処（中国語版）」に改名。
- 2010年12月25日 - 旧高雄県・旧高雄市の県市合併により、高雄市市区公車と高雄県市区公車も統合、高雄市公車となる。公路局管轄の公路客運路線の過半数が市政府管轄下となり、後年義大客運の6路線、高雄客運の37路線も市公車路線に編入される。

### 民営期
- 2014年 - 高雄市営公車が民営化で港都客運となり、市政府管轄下での民間7事業者体制となった。
- 2017年2月 - 東南客運が5路線から撤退し、高雄客運及び港都客運に移管[8]。